# Монтезума (Айова)
Монтезума (англ. Montezuma) — город в США, административный центр округа Пауэшик штата Айова. Население — 1442 человека (2020).

## География
Монтезума расположена по координатам 41°34′59″ с. ш. 92°31′40″ з. д. (41.582991, -92.527828). По данным Бюро переписи населения США в 2010 году город имел площадь 6,46 км², из которых 6,43 км² — суша и 0,03 км² — водоёмы.

## Демография
| Год переписи | Нас. |  | %±     |
| ------------ | ---- |  | ------ |
| 1860         | 564  |  | —      |
| 1870         | 555  |  | −1,6%  |
| 1880         | 921  |  | 65,9%  |
| 1890         | 1062 |  | 15,3%  |
| 1900         | 1210 |  | 13,9%  |
| 1910         | 1172 |  | −3,1%  |
| 1920         | 1273 |  | 8,6%   |
| 1930         | 1257 |  | −1,3%  |
| 1940         | 1477 |  | 17,5%  |
| 1950         | 1460 |  | −1,2%  |
| 1960         | 1416 |  | −3%    |
| 1970         | 1353 |  | −4,4%  |
| 1980         | 1485 |  | 9,8%   |
| 1990         | 1651 |  | 11,2%  |
| 2000         | 1440 |  | −12,8% |
| 2010         | 1462 |  | 1,5%   |
| 2020         | 1442 |  | −1,4%  |

Согласно переписи 2010 года, в городе проживали 1462 человека в 632 домохозяйствах в составе 399 семей. Плотность населения составляла 226 человек/км². Было 692 квартир (107/км²).
Расовый состав населения:
| - 98,2 % — белых - 0,4 % — чёрных или афроамериканцев - 0,3 % — коренных американцев - 0,1 % — азиатов |

К двум или более расам принадлежало 0,8 %. Доля испаноязычных составляла 1,4 % всего населения.
По возрастному диапазону население распределялось следующим образом: 23,5 % — лица младше 18 лет, 56,7 % — лица в возрасте 18-64 лет, 19,8 % — лица в возрасте 65 лет и старше. Медиана возраста жителя составила 42,5 лет. На 100 человек женского пола в городе приходилось 90,1 мужчин; на 100 женщин в возрасте от 18 лет и старше — 87,4 мужчин также старше 18 лет.
Средний доход на одно домашнее хозяйство составил 56 978 долларов США (медиана — 50 966), а средний доход на одну семью — 71 070 долларов (медиана — 66 167). Медиана доходов составила 42 917 долларов для мужчин и 32 566 долларов для женщин. За чертой бедности находилось 17,4 % человек, в том числе 26,6 % детей в возрасте до 18 лет и 11,7 % лиц в возрасте 65 лет и старше.
Гражданское трудоустроенное население составляло 732 человека. Основные отрасли занятости: производство — 28,1 %, розничная торговля — 17,8 %, образование, здравоохранение и социальная помощь — 17,2 %.